# Fields of the Nephilim
Fields of the Nephilim je енглески готик бенд у Стивениџу 1984. Име бенда се односи на на библијску расу хибрида анђела и човјека познату као Нефилим.

## Историја

### Ране године (1984–1991)
Рани звуци бенда су укључивали елементе хард рока, готил рока, хеви метала и психоделичног рока, и састојао се од звука вођеног басом и гитаром поткријепљеним МакКојевим режавим вокалом. Лирички, бенд је укључио теме које се тичу магије (посебно магије хаоса), Ктулу митова, сумерске религије и дјела Алистера Кроулија. Бенд је имао имиџ „прашине и смрти“, повезиван са ликовима из шпагети вестерна Серђа Леонеа и често је носио каубојске навлаке за прашину са временским изгледом током фотографисања. Овај временски неуређени изглед постигнут је тако што су се посипали, по сопственом признању, брашном Mother's Pride. Ово се такође показало проблематичним за бенд јер је у мају 1988. полиција Нотингемшира притворила бенд док је сумњива супстанца тестирана на дрогу. Касније је утврђено да то није ништа друго до брашно са сцене.
Њихов дебитантски ЕП, Burning the Fields, објављен је 1985. у издању Situation Two Records-a. Бенд се на "надоградио" на Beggars Banquet 1986. да би издао "Power" и "Preacher Man", и њихов први албум, Dawnrazor који је био на врху Индие листе 1987. године. Сљедеће издање, Blue Water, било је први сингл који је стигао на 75. мјесто на UK Singles Chart. Услиједио је Moonchild, главни сингл са другог ЛП-а The Nephilim који је достигао 28. мјесто на UK Chart.
Psychonaut је објављен у мају 1989. и достигао је 35. мјесто; десетоминутна нумера је указала на благи помак бенда ка експерименталнијем и интензивнијем звуку. Овај сингл/ЕП био је претеча углађеног и високо произведеног албума Elizium. Продуциран је од стране Пинк Флојдовог инжињера Енди Џексона, албуму је претходио сингл For Her Light, који је доспио на British Top 40 у првој недјељи објављивања. Ремиксована верзија Summerland (Dreamed) (ова верзија је само на CD синглу и разликовала се од 7" винил формата истог издања), објављена је у новембру 1990. године и достигла је 37. мјесто.
Године 1991. бенд је одсвирао своје последње свирке, дводневни 'Фестивал ватре' у Лондону. Посљедња издања ове ере су уживо CD Earth Inferno и видео Visionary Heads, након чега слиједи компилација Relevations.

### Напуштање МакКоја и пауза (1991–1998)
Фронтмен МакКој је напустио бенд 1991. године. Преостали чланови, заједно са пјевачем Ендијем Дилејнијем, одлучили су да не наставе са именом "Fields of the Nephilim" и наступали су под именом Rubicon. Бенд је објавио два албума прије распада: What Starts, Ends 1992. и Room 101 1995. године, a Карл МакКој је формирао нови пројекат под називом Nefilim.
Бенд је одсвирао неке свирке 1993. године, приказујући нови материјал. Према МакКоју, издавање њиховог деби албума, Zoon, одложено је неколико година због несугласица са издавачком кућом. Zoon је коначно објављен 1996. и имао је изразито тежи звук за разлику од МакКојевих претходних радова.

## Дискографија
- Dawnrazor (1987)
- The Nephilim (1988)
- Elizium (1990)
- Fallen (2002)
- Mourning Sun (2005)

## Чланови

### Тренутна постава
- Карл МакКој – вокали (1984–1991, 1998–данас)
- Гавин Кинг – гитара (2007–данас)
- Ли Њуел – бубњеви (2007–данас)
- Тони Петит – бас (1984–1991, 1998–2000, 2013–данас)
- Адам Пол Лич – гитара (2018–данас)